# Нарбаев, Абляш Нарбаевич
Абляш Нарбаевич Нарбаев (1913 год, аул Сауран, Сырдарьинская область, Туркестанский край, Российская империя — 1963 год) — председатель колхоза имени Абая, Герой Социалистического Труда (1957).

## Биография
Родился в 1913 году в ауле Сауран (ныне — Отырарский район Южно-Казахстанской области, Казахстан).
C 1932 года работал агрономом на различных МТС. С 1940 года работал главным агрономом и начальником Шаульдерского управления земледелия. С 1946 года работал управляющим отделений колхозов «Задарьинский» и «Байркульский» Арысского района. В 1951 году был назначен председателем колхоза имени Абая Ильичёвского района. С 1956 года был директором совхоза «Красная Звезда». С 1961 года был начальником Ильичёвского районного отдела водного хозяйства.
Будучи председателем колхоза имени Абая, Абляш Нарбаев вывел это хозяйство в передовые хозяйства Ильичёвского района. В 1956 году колхоз собрал с каждого гектара в среднем по 38 центнеров хлопка-сырца. За эффективное управление колхозом был удостоен в 1957 году звания Героя Социалистического Труда.
Скончался в 1963 году.

## Награды
- Герой Социалистического Труда — указом Президиума Верховного Совета СССР от 8 июня 1957 года;
- Орден Ленина (1957).